# Abe Lenstra
Abe Lenstra (nizozemská výslovnost: [aːbə ˈmɪndərt͜s ˈlɛnstraː]; 27. listopadu 1920, Heerenveen – 2. září 1985, Heerenveen) byl nizozemský fotbalový útočník. V letech 1936–1955 hrál za SC Heerenveen, v letech 1946–1947 byl hráčem-trenérem klubu. Byl také 47násobný reprezentant Nizozemska, za reprezentaci vstřelil 33 gólů.

## Raná léta
Narodil se jako druhý syn skladníka Minderta Janse Lenstry a jeho manželky Janke, rozené Suierveld v Heerenveenu, obci v nizozemském regionu Frísko. Dostal jméno po svém příbuzném, Abem Wytzes Suierveld. Jméno bylo rodinnou tradicí od roku 1500. Bydleli v dělnické čtvrti a když jeho otec dosáhl povýšení, přestěhovali se do prostředí střední třídy, ale zachovali si své socialistické přesvědčení. Jako většina tehdejších fotbalistů se Abe fotbal naučil hrát na ulici. Během školního poháru organizovaného SC Heerenveen si ho všiml trenér Syd Castle a přivedl ho do týmu.

## Klubová kariéra

### Heerenveen

#### 1932–1950
V sezóně 1932/33 převzal tým rakušan Otto Pinter, který do týmu přinesl taktiku rakouské reprezentační XI zvané Wunderteam.
| „                   | Měl jsem talent, ale také jsem se hodně naučil, zejména od Otto Pintera. ... Zkoušeli jsme všechno, co jsem ještě nemohl. ... Když jsme skončili, řekl: 'Jsme zase o kousek dál!' To pro mě bylo velmi důležité, zvláště v prvních dnech. | “ |
| — Abe Lenstra, 1970 | |   |

1. března 1936 debutoval Abe se svým bratrem Janem v A-týmu Heerenveenu. V zápase proti Alcides Meppel vstřelil 3 góly a pomohl k výhře 12:1. V sezóně 1936/37 si získal stálé místo v základní sestavě.
Díky Lenstrovi se klub od sezóny 1941/42 do sezóny 1950/51 dostával do závěrečného kola nizozemského šampionátu. Na podzim 1942 si musel odpykat trest za porušení amatérského statusu, když dostal odměnu za účast v bruslařské soutěži.
Byl jeden z hráčů, kteří hráli míč vnější stranou nohy. 100 metrů uběhl za 10,9 sekundy. Někdy působil, že ani není ve hře a poté udeřil.
| „             | Dobrý fotbalista je trochu jako štika; Nemusíš toho moc dělat, poté zaútočíš. | “ |
| — Abe Lenstra |                                                                               |   |

Lenstra dopomohl svému týmu ke slavným vítězstvím. 7. května 1950 prohrávali 30 minut před koncem zápasu s Ajaxem Amsterdam 1:5, tým ale otočil a vyhrál 6:5.

#### 1950–1955

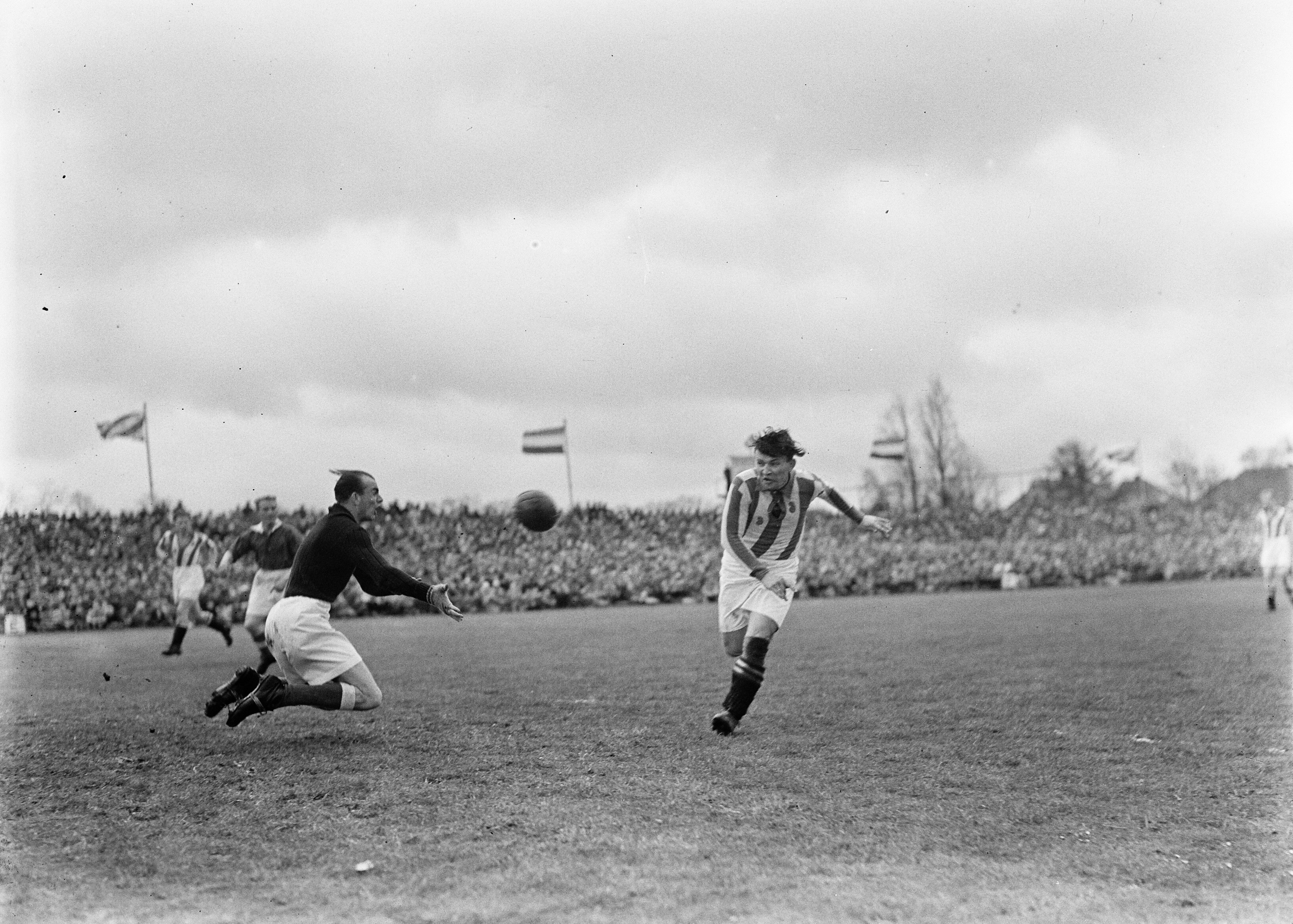
Abe Lenstra na hřišti, 1950

Lenstra dostával nabídky od evropských klubů již od roku 1937, kdy nabídku poslal Huddersfield Town FC, kterou zachytil člen představenstva klubu a všem ji zamlčel. AC Milán údajně nabídl 60 000 guldenů za tříletou smlouvu s platem 325 guldenů bez bonusů. Nabídky také poslali FC Inter Milán a Rot-Weiss Essen. AC Fiorentina měla nabídnout 100 000 guldenů, na tu dobu gigantickou částku. 50 000 měl obdržet rovnou, 50 000 za první ligový zápas a 600 zlatých měl být měsíční plat. Když Lenstra odmítl, měli mu poslat bianko šek, ale Lenstra i tak odmítl.
Svou roli v tom sehrál i jeho otec, který Abemu radil "Dej si pozor, aby nad tebou peníze nezískali moc."
| „             | Když se stanete profesionálem, už nemáte slovo a klub si s vámi může dělat, co chce. | “ |
| — Abe Lenstra |                                                                                      |   |

Kromě fotbalu pracoval Abe v městské správě, kde si v roce 1955 vydělával 500 zlatých měsíčně, což činilo dvojnásobek platu průměrného zaměstnance. Abe měl s manželkou Hitje dvě dcery, se svou rodinou žil docela luxusně. Jeho bratr Jan, který poté už fotbal nehrál vzpomínal "Když jsem dostal 25 centů, pak on dostal zlatý.“
Lenstra neplánoval z Heerenveenu odejít, stal se i hráčem-trenérem. Když ale staré představenstvo odstoupilo, stal se předsedou klubu Hendrik Schut, který do klubu přivedl lidi, se kterými si Abe nerozuměl. Lenstra ještě dohrál sezónu 1954/55 a nyní, po smrti otce ho už nic nevázalo, aby klub opustil.

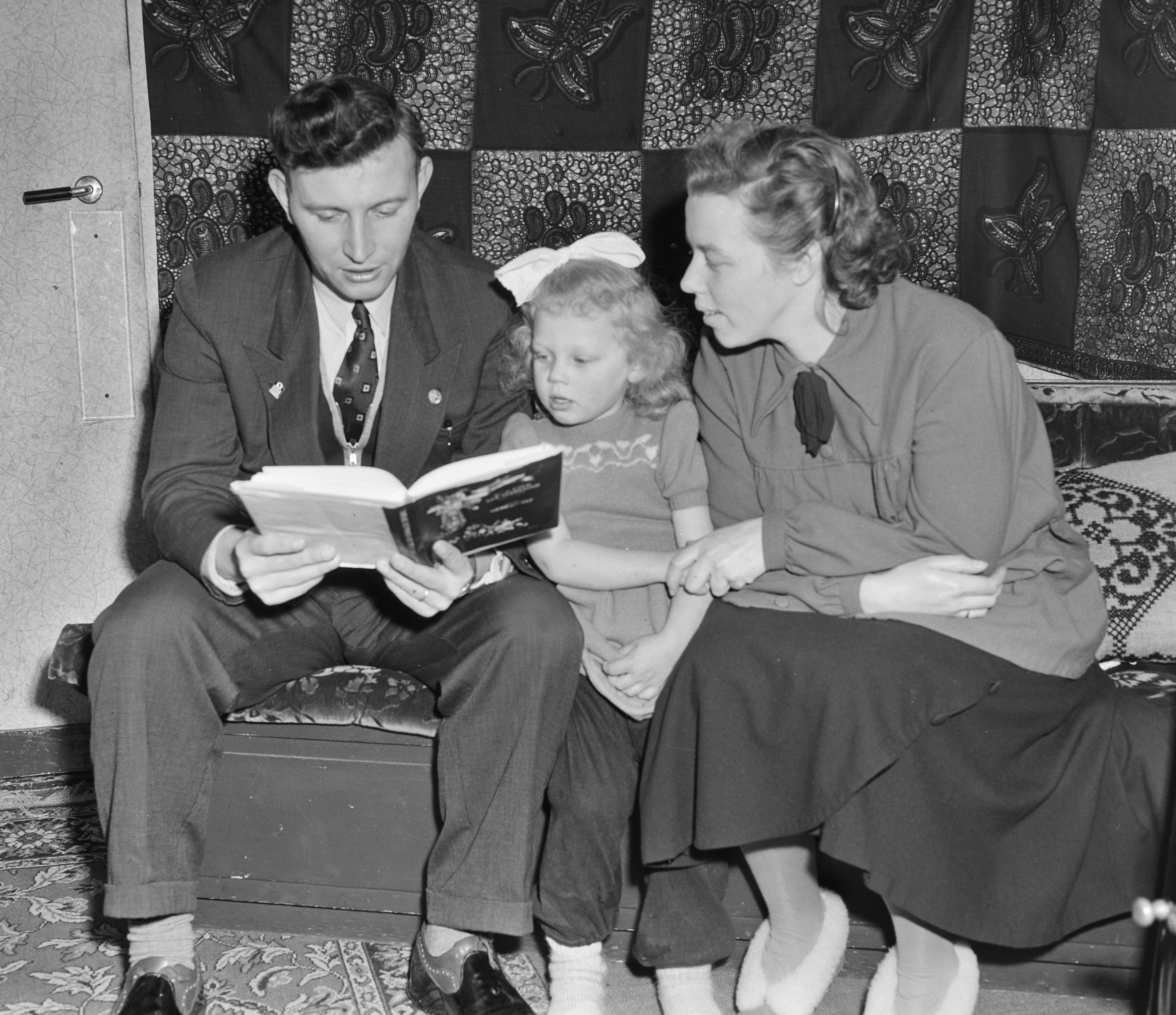
Abe Lenstra s rodinou (1952)

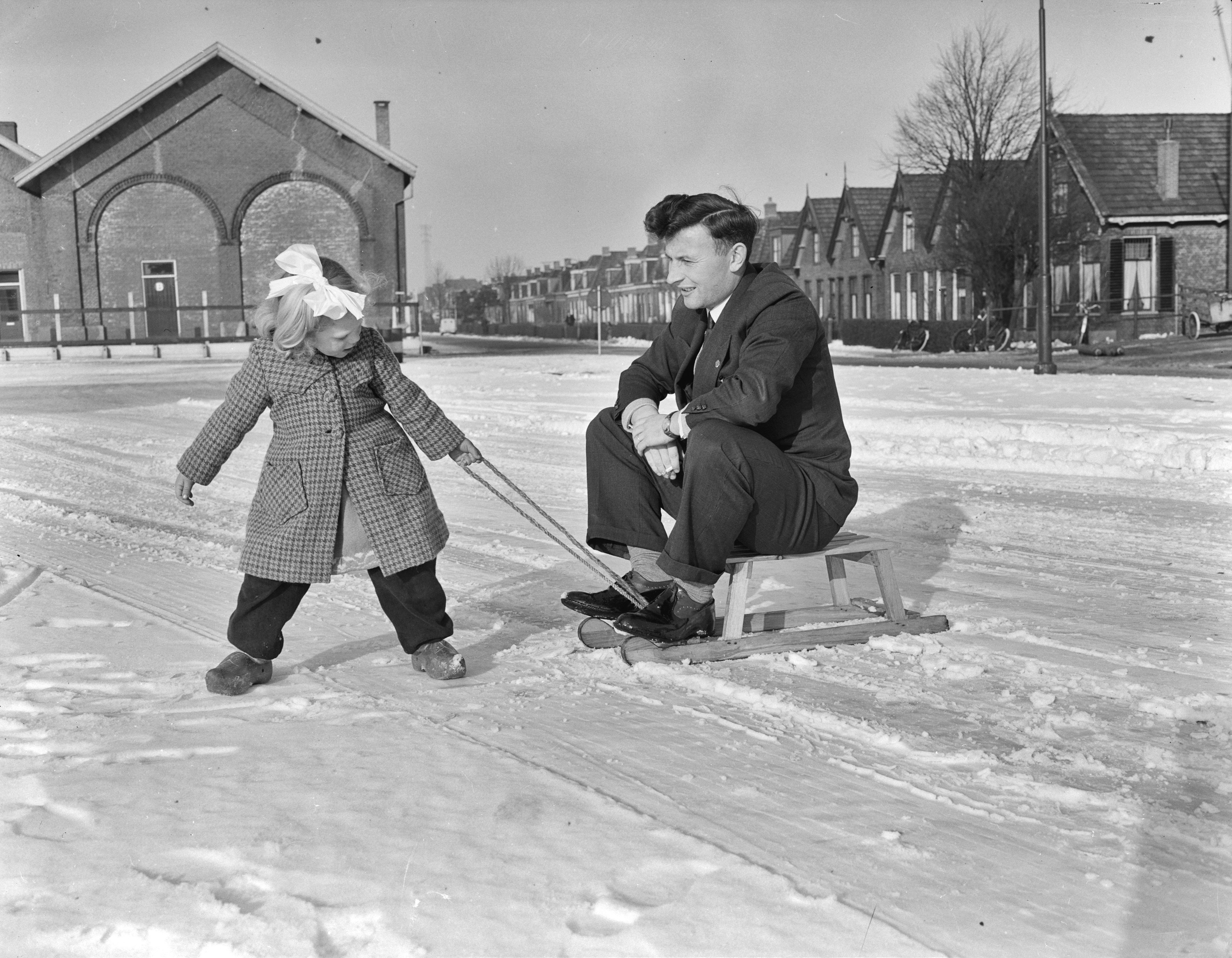
Abe Lenstra s dcerou (1952)

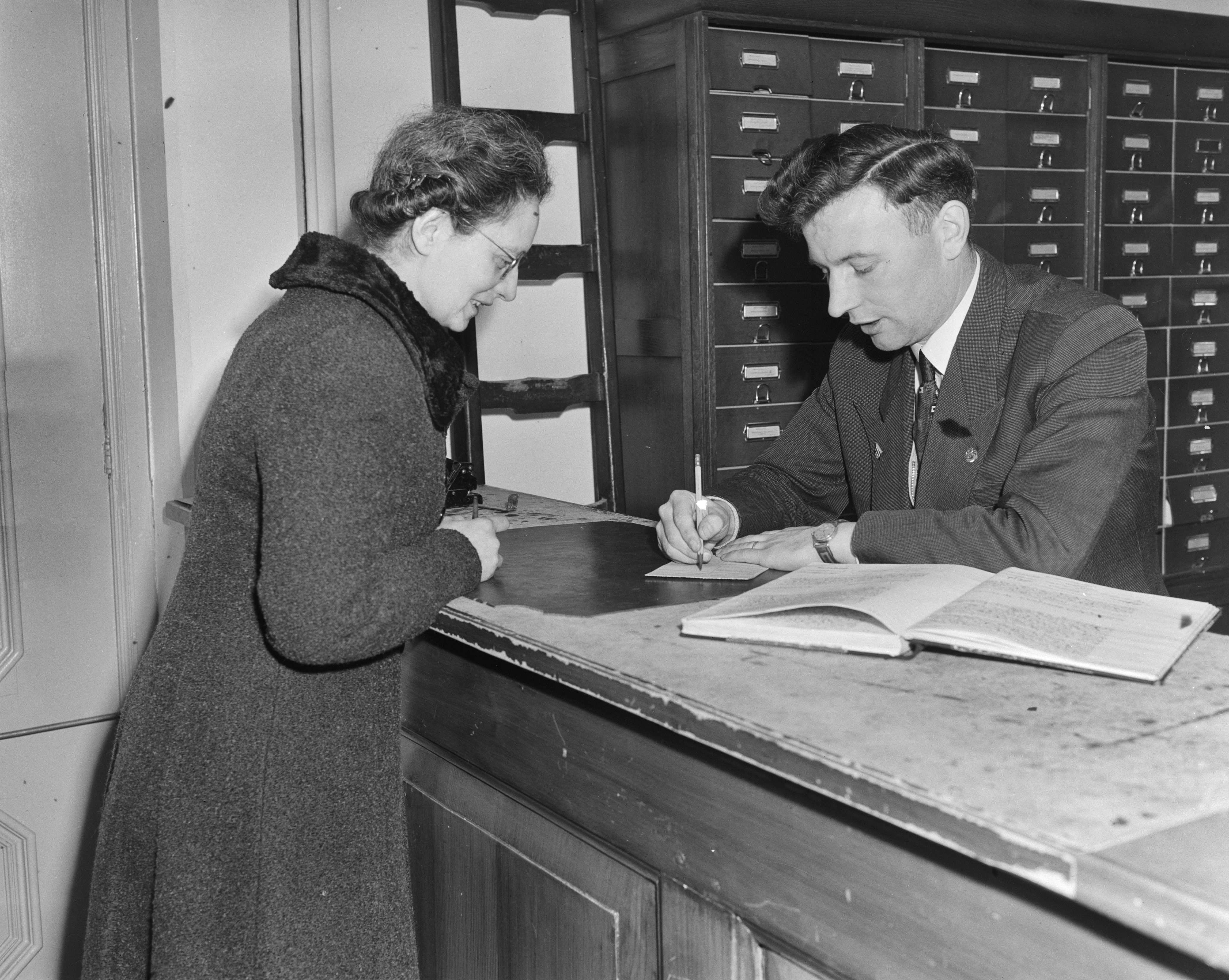
Abe pracuje v místní správě (1952)

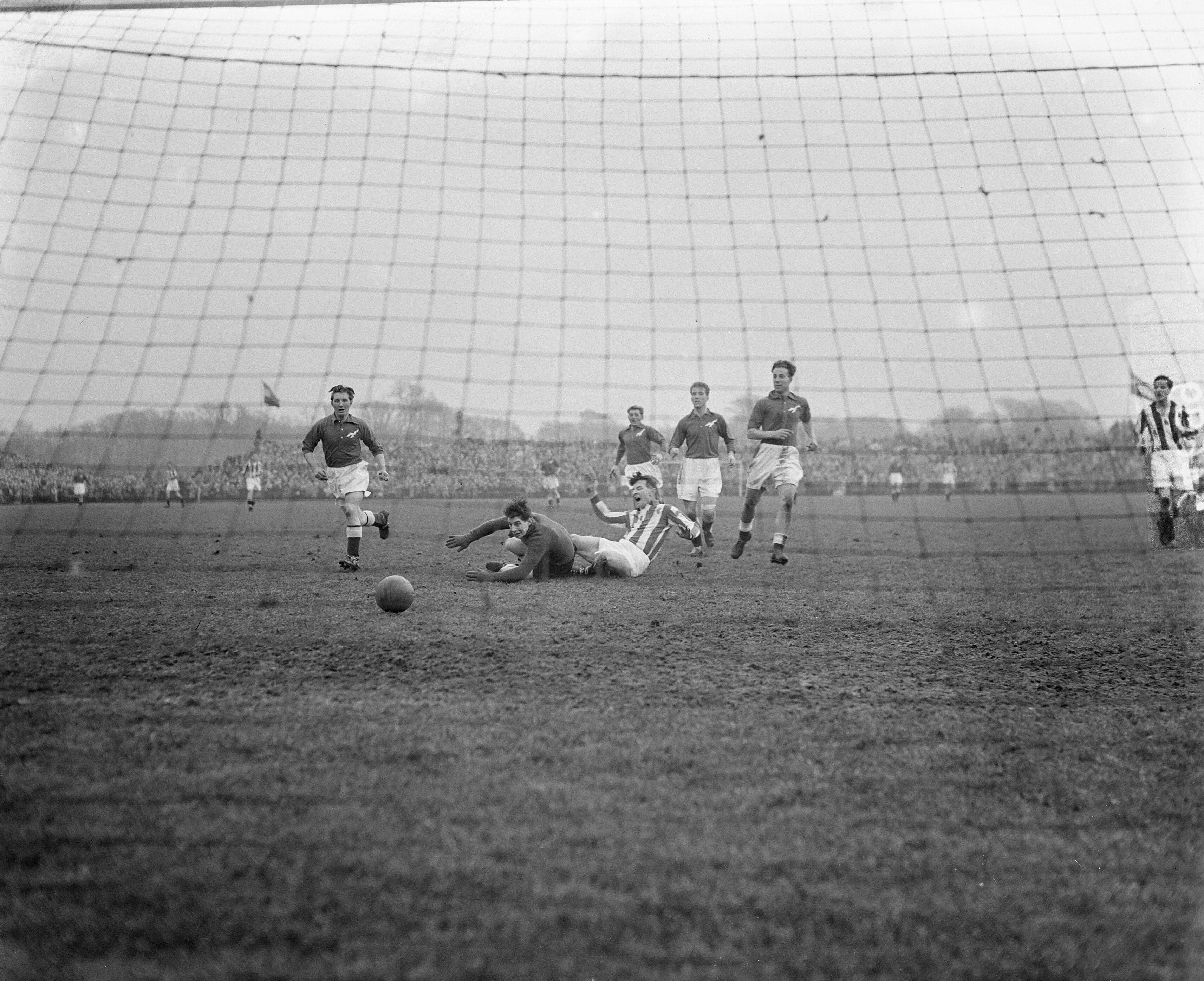
Abe Lenstra skóruje proti IJ.V.V. Stormvogels (1952)

### Sportclub Enschede
Lenstru kontaktoval Hennie Möring, spoluhráč z reprezentace a bývalý hráč Sportclub Enschede. Lenstrovi dal nabídku, kterou přijal a v sezóně 1955/56 hrál za klub jako poloprofesionál.
| „                             | Nikdo nečekal, že Lenstra přijde do Enschede. Pro nás to bylo příliš dobré, aby to byla pravda; Kdo by si nechtěl zahrát s Abem? | “ |
| — Joop Janssen, hráč Enschede | |   |

15. června 1958 byl SC Enschede s Lenstrou a Rinusem Schaapem blízko k zisku ligového titulu. Lenstra v sezóně vynechal 13 zápasů kvůli nemocem a neshodám ohledně své pozice s trenérem Fadrhoncem. Tým nakonec hrál play-off o vítězství s DOS Utrecht. Enschede prohrálo v třetím prodloužení kvůli gólu Tonny van der Lindena.
| „              | Kvůli všem třenicím mezi hráči jsme se vzdali vítězství, a to nejen v roce 1958 | “ |
| — Joop Janssen |                                                                                 |   |

Lenstra chtěl z týmu odejít, kvůli výkupní částce 80 000 guldenů se mu však nepovedl přestup do Blauw Wit Amsterdam.
Lenstra v SC Enschede dobře vydělával. Klub mu zaplatil 75 zlatých za výhru, 45 zlatých za remízu a po porážce mohl Lenstra dostat i 25 zlatých. V roce 1958 obdržel od klubu kolem 3 600 guldenů, maximální částku, kterou mohl profesionál obdržet.

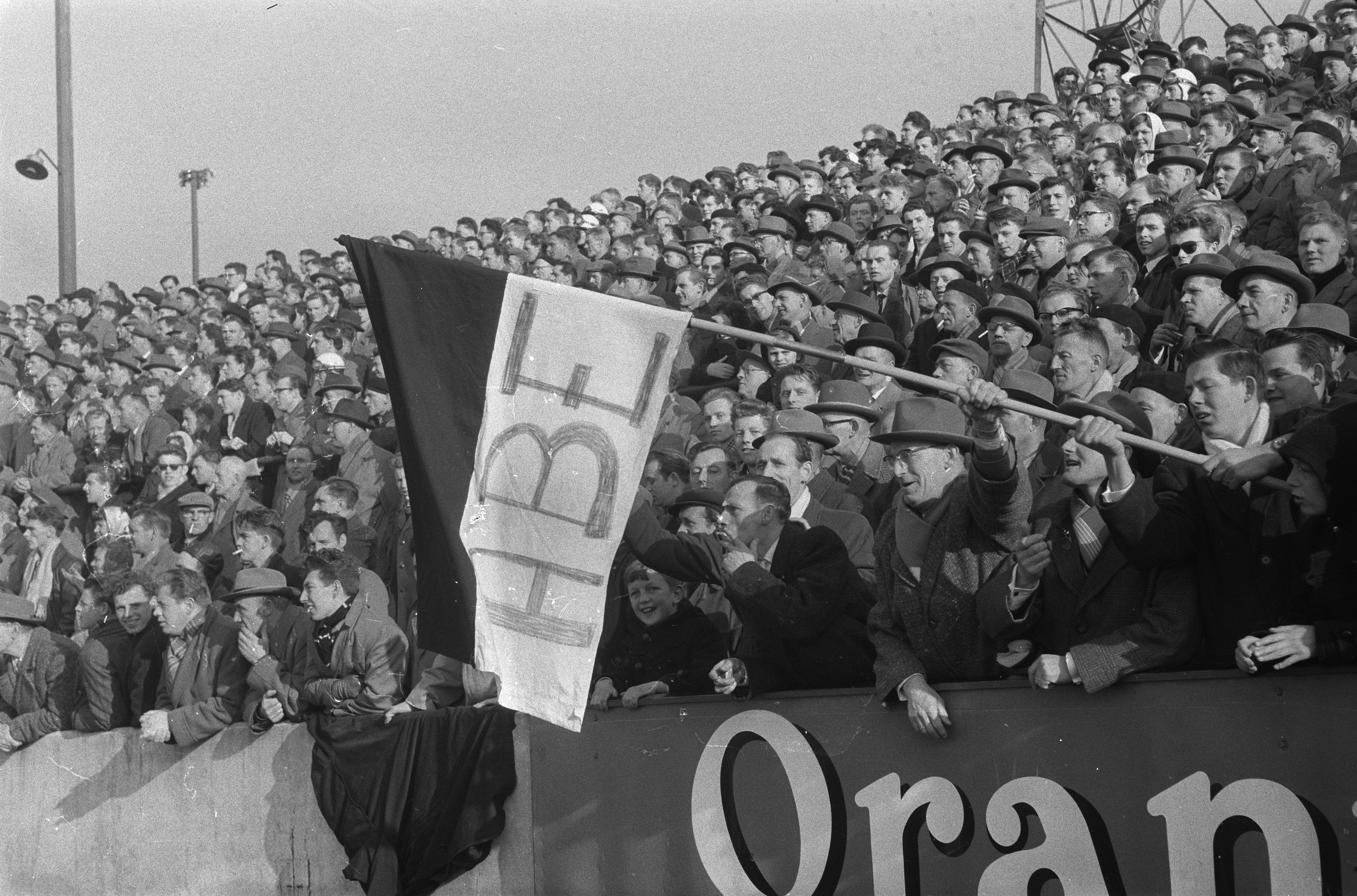
Lenstrův fanoušek během zápasu

V sezóně 1959/60 hrozil klubu po devíti porážkách v řadě sestup. Fadrhonc se rozhodl Abeho přesunout z levého křídla, ale Abe tento fakt nechtěl přijmout. Fadrhonc tedy Abeho přesunul do B-týmu.
| „                                   | Abe se musel v určitých situacích znovu a znovu dokazovat. Během let byl pravděpodobně čtyřikrát nebo pětkrát odepsán. To ho opravdu trápilo. | “ |
| — Hitje Lenstra-Wismanová, manželka | |   |

Po několika výhrách ho ale Fadrhonc povolal zpět. Klub nakonec obsadil devátou příčku.

### Enschedese Boys
Lenstra chtěl z klubu odejít, jednal o něm stále Blauw Wit. Všechny nabídky se ale zastavily na výkupní částce. Nakonec jej za 45 000 guldenů koupil Enschedese Boys, městský rival SC. Ironií osudu bylo, že jeho první zápas vedl zrovna na stadion SC. SC Enschede představil svou novou hvězdu, Helmuta Rahna. Boys však vyhráli překvapivě 2:0, úvodní gól vstřelil Abe. Lenstra dělal v klubu hráče-trenéra, sedm zápasů před koncem sezóny 1962/63 se však vedení rozhodlo, že do dalších utkání jako hráč nenastoupí. Tým skončil třetí v 2. lize, nepostoupil tedy do první ligy. V 1963 ukončil Abe kariéru.

## Reprezentační kariéra

### Mládežnické reprezentace
Lenstra byl vybrán do mládežnického týmu Fríska. V roce 1937 mu bylo 16 let a byl povolán do reprezentace severního Nizozemska. Měl hrát proti Severnímu Německu a údajně byl kulisou v podobě stadionu Hindenburg-kampfbahn tak ohromen, že byl zcela mimo hru a reprezentace prohrála 0:3. Odvetu o rok později vyhráli 4:2, Lenstra vstřelil všechny góly. V roce 1938 ho povolala i reprezentace Nizozemska do 21 let.

### Nizozemská reprezentace

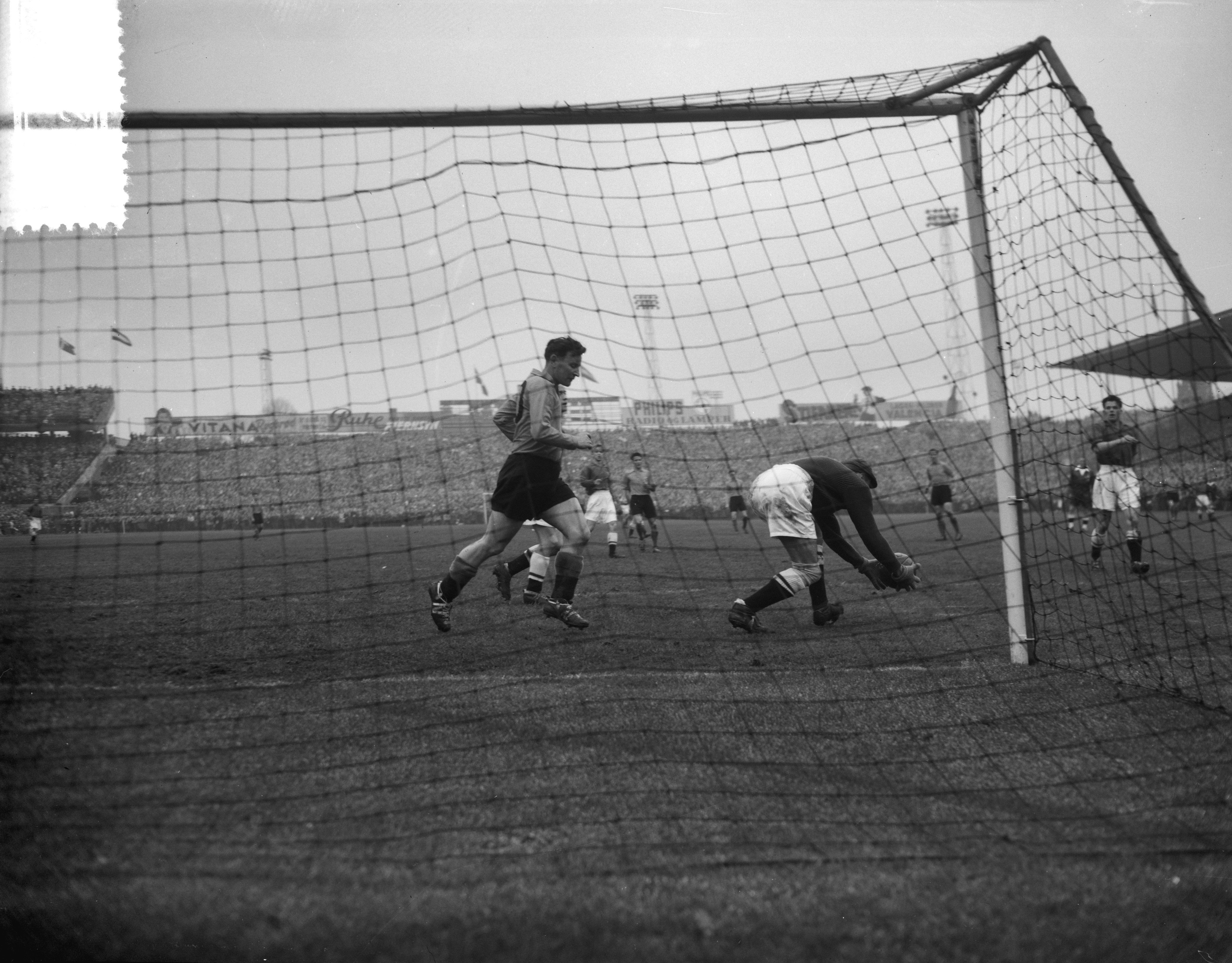
Lenstra střílí na branku

#### 1940
31. března 1940, jako devatenáctiletý debutoval za seniorskou reprezentaci, byl prvním Frísem v reprezentaci. Nizozemsko prohrálo 4:5 s Lucemburskem, deník De Telegraaf následující den zápas nazval „Hanba Rotterdamu“, Lenstra v něm však vstřelil branku. 
Kromě Lenstry debutovali Kees Slot, Herman Choufoer, Jan Poulus a Heinz Vroomen, pro které to však byl zároveň poslední zápas za reprezentaci.
| „             | Jaký den! Frísko mělo konečně hráče národního týmu. Sám jsem vůbec nechápal, jaká čest se mi dostala. Jako 19letý kluk tomu vůbec nerozumíte. | “ |
| — Abe Lenstra | |   |

Proti Lenstrovi však začaly panovat předsudky mezi spoluhráči. Lenstra později vzpomínal, že „jeden z mých spoluhráčů si na mne nepřestal stěžovat celých 90 minut. Když jsem dostal míč, křičel, že ho mám nahrát, protože s ním nedokážu nic udělat.“ Hráč, který na něj křičel byl Leen Vente a bál se, že by mu Abe vzal místo v týmu. Když odcházel že šatny, údajně řekl „S tím chlapem už nikdy nebudu hrát fotbal! Už mě tu nikdy neuvidíte. Sbohem!“. Když měl 12. května 1940 nastoupit proti Lucembursku, Vente byl už v kasárnách, jelikož se jej týkala mobilizace. Reprezentace nakonec neodcestovala, zemi obsadilo Německo. 
Vente již nikdy do reprezentace povolán nebyl.

#### Po válce
Abe Lenstra se s reprezentací zúčastnil Letních olympijských her 1948.
S Faasem Wilkesem a Keesem Rijversem vytvořil Lenstra útočné trio zvané Golden Interior Trio. Poprvé spolu nastoupili 10. března 1946 proti Lucembursku. Zápas skončil 6:2 pro Nizozemce, Lenstra se gólově neprosadil. 
Trio však nakonec odehrálo pouze deset zápasů, Wilkesovi a Rijversovi jako profesionálním hráčům zahraničích klubů odepřeli možnost reprezentovat. 
Ze všech zápasů, které spolu odehráli nevyhráli jedinýkrát, 25. září 1957 v kvalifikaci na Mistrovství světa ve fotbale 1958 remizovalo Nizozemsko s Rakouskem 1:1 a právě druhý jmenovaný národní tým na mistrovství světa postoupil. 
Lenstra v zápase skóroval. 
| „             | Sto sekund před závěrečným hvizdem jsem promarnil životní šanci. Po samostatném nájezdu ze středu pole jsem byl velmi blízko rakouské brance. Gól byl určitě možný. Ale střelil jsem přímo do rukou brankáře Schmidta! Mohl jsem brečet. | “ |
| — Abe Lenstra | |   |

19. dubna 1959 odehrál poslední zápas za reprezentaci, Nizozemsko remizovalo 2:2 s Belgií, Lenstra vstřelil gól. O rok později odehrál zápas za reprezentaci Alt-Internationale.
O Lenstrovi bylo známo, že stojí za svými zásadami a klidně odmítal za reprezentaci hrát, když neměl nastoupit na svém obvyklém postu.
Celkem za reprezentaci nastoupil do 47 utkání, 3krát si nasadil kapitánskou pásku.
62 let po posledním reprezentačním utkání Abeho Lenstry se v osmifinále Mistrovství Evropy ve fotbale 2020 střetlo Nizozemsko s Českem, ze stavu 0:2 napsal deník De Telegraaf:
| „ | Šest minut prodloužení! Takže doufejme v Abeho Lenstru. | “ |

Za reprezentaci nastřílel 33 gólů:
| #  | Datum              | Místo                                               | Soupeř            | Skóre na | Výsledek | Soutěž                                           | Reference |
| -- | ------------------ | --------------------------------------------------- | ----------------- | -------- | -------- | ------------------------------------------------ | --------- |
| 1  | 31. březen 1940    | De Kuip, Rotterdam, Nizozemsko                      | Lucembursko       | 1:0      | 4:5      | Přátelský                                        | [ 5 ]     |
| 2  | 21. září 1947      | Olympijský Stadion, Amsterdam, Nizozemsko           | Švýcarsko         | 1:0      | 6:2      | Přátelské                                        | [ 6 ]     |
| 3  | 14. března 1948    | Bosuilstadion, Antverpy, Belgie                     | Belgie            | 1:0      | 1:1      | Přátelské                                        | [ 7 ]     |
| 4  | 18. duben 1948     | De Kuip, Rotterdam, Nizozemsko                      | Belgie            | 2:2      | 2:2      | Přátelské                                        | [ 8 ]     |
| 5  | 13. března 1949    | Olympijský Stadion, Amsterdam, Nizozemsko           | Belgie            | —        | 3:3      | Přátelské                                        | [ 9 ]     |
| 6  | 12. června 1949    | Københavns Idrætspark, Copenhagen, Dánsko           | Dánsko            | 1:0      | 2:1      | Přátelské                                        | [ 10 ]    |
| 7  | 11. června 1950    | Helsinki Olympic Stadium, Helsinki, Finsko          | Finsko            | 1:3      | 1:4      | Přátelské                                        | [ 11 ]    |
| 8  | 15. duben 1951     | Olympijský Stadion, Amsterdam, Nizozemsko           | Belgie            | 4:3      | 5:4      | Přátelské                                        | [ 12 ]    |
| 9  | 15. duben 1951     | Olympijský Stadion, Amsterdam, Nizozemsko           | Belgie            | 5:3      | 5:4      | Přátelské                                        | [ 12 ]    |
| 10 | 6. června 1951     | De Kuip, Rotterdam, Nizozemsko                      | Norsko            | 2:2      | 2:3      | Přátelské                                        | [ 13 ]    |
| 11 | 27. říjen 1951     | De Kuip, Rotterdam, Nizozemsko                      | Finsko            | 1:0      | 4:4      | Přátelské                                        | [ 14 ]    |
| 12 | 25. listopadu 1951 | De Kuip, Rotterdam, Nizozemsko                      | Belgie            | 1:2      | 6:7      | Přátelské                                        | [ 15 ]    |
| 13 | 25. listopadu 1951 | De Kuip, Rotterdam, Nizozemsko                      | Belgie            | 3:3      | 6:7      | Přátelské                                        | [ 15 ]    |
| 14 | 25. listopadu 1951 | De Kuip, Rotterdam, Nizozemsko                      | Belgie            | 4:4      | 6:7      | Přátelské                                        | [ 15 ]    |
| 15 | 21. září 1952      | Københavns Idrætspark, Copenhagen, Dánsko           | Dánsko            | 2:0      | 2:3      | Přátelské                                        | [ 16 ]    |
| 16 | 19. říjen 1952     | Bosuilstadion, Antverpy, Belgie                     | Belgie            | —        | 1:2      | Přátelské                                        | [ 17 ]    |
| 17 | 7. březen 1953     | De Kuip, Rotterdam, Nizozemsko                      | Dánsko            | 1:2      | 1:2      | Přátelské                                        | [ 18 ]    |
| 18 | 22. březen 1953    | Olympijský Stadion, Amsterdam, Nizozemsko           | Švýcarsko         | 1:1      | 1:2      | Přátelské                                        | [ 19 ]    |
| 19 | 13. března 1955    | Olympijský Stadion, Amsterdam, Nizozemsko           | Dánsko            | 1:1      | 1:1      | Přátelské                                        | [ 20 ]    |
| 20 | 14. března 1956    | Rheinstadion, Düsseldorf, Německo                   | Západní Německo   | 1:0      | 2:1      | Přátelské                                        | [ 21 ]    |
| 21 | 14. března 1956    | Rheinstadion, Düsseldorf, Německo                   | Západní Německo   | 2:0      | 2:1      | Přátelské                                        | [ 21 ]    |
| 22 | 6. červen 1956     | Olympijský Stadion, Amsterdam, Nizozemsko           | Sársko            | 2:0      | 3:2      | Přátelské                                        | [ 22 ]    |
| 23 | 15. září 1956      | Stade Olympique de la Pontaise, Lausanne, Švýcarsko | Švýcarsko         | 1:0      | 3:2      | Přátelské                                        | [ 23 ]    |
| 24 | 11. září 1957      | De Kuip, Rotterdam, Nizozemsko                      | Lucembursko       | 1:1      | 5:2      | Kvalifikace na Mistrovství světa ve fotbale 1958 | [ 24 ]    |
| 25 | 11. září 1957      | De Kuip, Rotterdam, Nizozemsko                      | Lucembursko       | 3:1      | 5:2      | Kvalifikace na Mistrovství světa ve fotbale 1958 | [ 24 ]    |
| 26 | 25. září 1957      | Olympijský Stadion, Amsterdam, Nizozemsko           | Rakousko          | 1:1      | 1:1      | Kvalifikace na Mistrovství světa ve fotbale 1958 | [ 25 ]    |
| 27 | 13. dubna 1958     | Bosuilstadion, Antwerp, Belgium                     | Belgie            | 1:0      | 7:2      | Přátelské                                        | [ 26 ]    |
| 28 | 13. dubna 1958     | Bosuilstadion, Antwerp, Belgium                     | Belgie            | 4:0      | 7:2      | Přátelské                                        | [ 26 ]    |
| 29 | 23. dubna 1948     | De Kuip, Rotterdam, Nizozemsko                      | Nizozemské Antily | 4:0      | 8:1      | Přátelské                                        | [ 27 ]    |
| 30 | 23. dubna 1948     | De Kuip, Rotterdam, Nizozemsko                      | Nizozemské Antily | 8:0      | 8:1      | Přátelské                                        | [ 27 ]    |
| 31 | 15. říjen 1958     | De Kuip, Rotterdam, Nizozemsko                      | Dánsko            | 4:0      | 5:1      | Přátelské                                        | [ 28 ]    |
| 32 | 15. říjen 1958     | De Kuip, Rotterdam, Nizozemsko                      | Dánsko            | 5:1      | 5:1      | Přátelské                                        | [ 28 ]    |
| 33 | 19. dubna 1959     | Olympijský Stadion, Amsterdam, Nizozemsko           | Belgie            | 1:2      | 2:2      | Přátelské                                        | [ 29 ]    |

## Trenérská kariéra
V letech 1946–1947 byl hráčem-trenérem Heerenveenu.
Jako hráč Enschede Boys trénoval mládež klubu a v roce 1962 ji dovedl na nizozemské mistrovství.
Později vystřídal několik klubů z nižších soutěží.
Jako trenér používal neobvyklé taktiky. Za mrazu zůstával v autě a nechal hráče běhat po lese, na tréninky se nepřevlékal a na zápas často nepřišel.
Jeho poslední trenérské angažmá, v Assenu trvalo pouze šest měsíců. Hádka s hráči kvůli délce vlasů skončila tím, že ho v oblečení strčili do sprchy.

## Statistiky

### Klubové
| Klub            | Sezóna    | Liga   | Liga | Ligové play-off | Ligové play-off | Pohár  | Pohár | Celkem | Celkem |
| Klub            | Sezóna    | Utkání | Góly | Utkání          | Góly            | Utkání | Góly  | Utkání | Góly   |
| --------------- | --------- | ------ | ---- | --------------- | --------------- | ------ | ----- | ------ | ------ |
| Heerenveen      | 1936/1937 | 18     | 20   | 4               | 2               | 0      | 0     | 22     | 22     |
| Heerenveen      | 1937/1938 | 17     | 13   | 0               | 0               | 4      | 11    | 21     | 24     |
| Heerenveen      | 1938/1939 | 18     | 25   | 0               | 0               | 1      | 0     | 19     | 25     |
| Heerenveen      | 1939/1940 | 16     | 21   | 0               | 0               | 0      | 0     | 16     | 21     |
| Heerenveen      | 1940/1941 | 14     | 20   | 0               | 0               | 0      | 0     | 14     | 20     |
| Heerenveen      | 1941/1942 | 17     | 32   | 8               | 6               | 0      | 0     | 25     | 38     |
| Heerenveen      | 1942/1943 | 18     | 27   | 7               | 7               | 0      | 0     | 25     | 34     |
| Heerenveen      | 1943/1944 | 16     | 19   | 8               | 3               | 0      | 0     | 24     | 22     |
| Heerenveen      | 1944/1945 | 0      | 0    | 0               | 0               | 0      | 0     | 0      | 0      |
| Heerenveen      | 1945/1946 | 19     | 18   | 9               | 7               | 1      | 1     | 29     | 26     |
| Heerenveen      | 1946/1947 | 19     | 30   | 10              | 15              | 0      | 0     | 39     | 45     |
| Heerenveen      | 1947/1948 | 20     | 28   | 10              | 13              | 0      | 0     | 30     | 41     |
| Heerenveen      | 1948/1949 | 18     | 21   | 10              | 12              | 0      | 0     | 28     | 33     |
| Heerenveen      | 1949/1950 | 17     | 30   | 10              | 5               | 0      | 0     | 27     | 35     |
| Heerenveen      | 1950/1951 | 21     | 29   | 4               | 1               | 0      | 0     | 25     | 30     |
| Heerenveen      | 1951/1952 | 26     | 29   | 0               | 0               | 0      | 0     | 26     | 29     |
| Heerenveen      | 1952/1953 | 26     | 19   | 0               | 0               | 0      | 0     | 26     | 19     |
| Heerenveen      | 1953/1954 | 25     | 24   | 0               | 0               | 0      | 0     | 25     | 24     |
| Heerenveen      | 1954/1955 | 34     | 28   | 0               | 0               | 0      | 0     | 34     | 28     |
| SC Enschede     | 1955/1956 | 33     | 25   | 0               | 0               | 0      | 0     | 33     | 25     |
| SC Enschede     | 1956/1957 | 30     | 17   | 0               | 0               | 0      | 0     | 30     | 17     |
| SC Enschede     | 1957/1958 | 21     | 11   | 0               | 0               | 0      | 0     | 21     | 11     |
| SC Enschede     | 1958/1959 | 27     | 18   | 0               | 0               | 0      | 0     | 27     | 18     |
| SC Enschede     | 1959/1960 | 25     | 15   | 0               | 0               | 0      | 0     | 25     | 15     |
| Enschedese Boys | 1960/1961 | 27     | 13   | 0               | 0               | 4      | 3     | 31     | 16     |
| Enschedese Boys | 1961/1962 | 33     | 20   | 0               | 0               | 1      | 2     | 34     | 22     |
| Enschedese Boys | 1962/1963 | 23     | 7    | 0               | 0               | 1      | 1     | 24     | 8      |
| Enschedese Boys | Celkem    | 578    | 559  | 80              | 71              | 12     | 18    | 680    | 648    |

## Osobní život

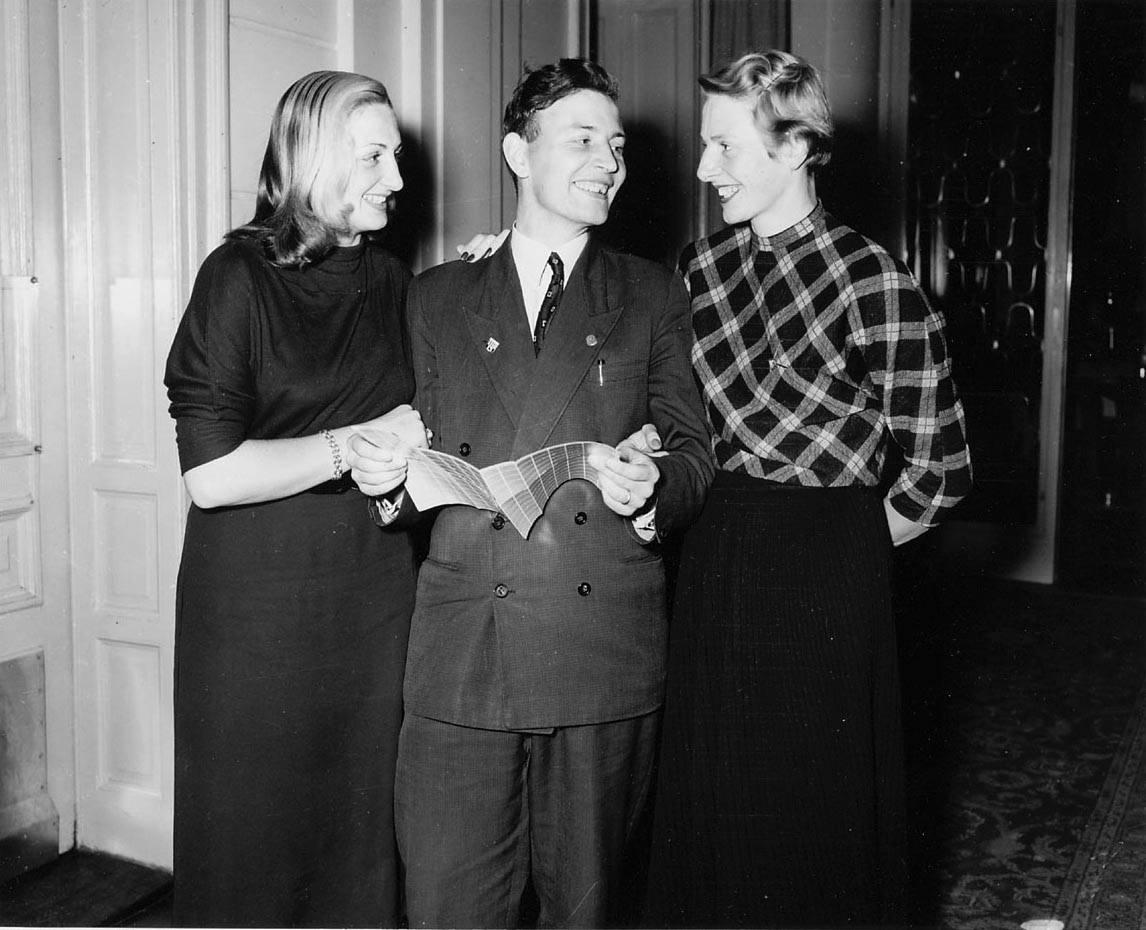
Hannie Termeulen, Lenstra a Fanny Blankers-Koen (1952)

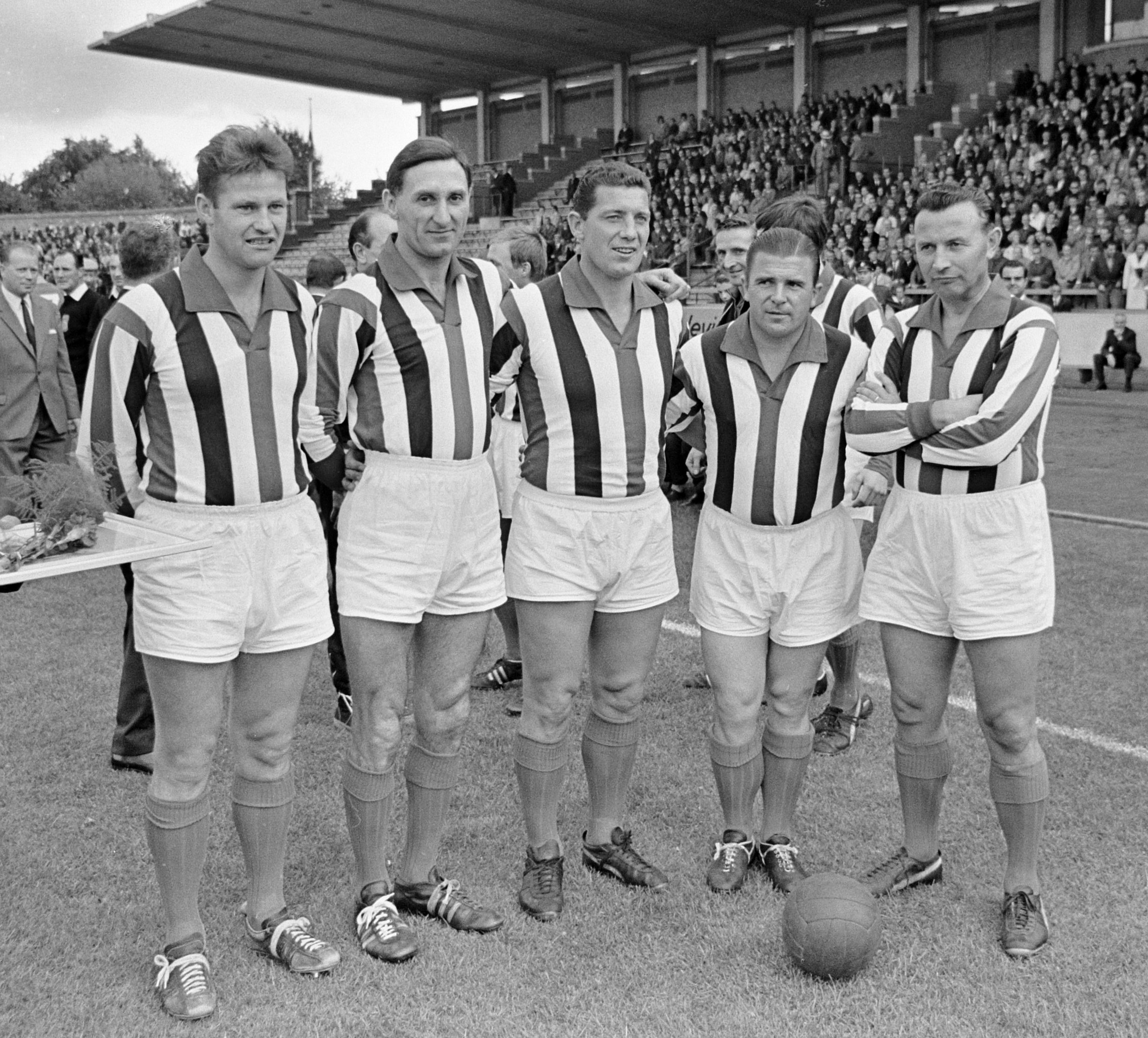
Lenstra s Keesem Kuijsem, Faasem Wilkesem, Corem van der Hartem a Ference Puskásem (1966)

Jako první nizozemský sportovec nahrál desku, Geen woorden, maar daden („Žádná slova, ale činy“) a Bij ons in Holland („S námi v Holandsku").
S Faasem Wilkesem a Kickem Smitem byl předlohou pro postavu Kick Wilstra.
Objevil se v reklamách C&A a Coca-Coly. Jeho žena se objevila v reklamě na Maggi.
Byl velmi oblíbený mezi frískými i nizozemskými fanoušky, říkali mu Abeveen, nebo ús Abe. Ještě roky po odchodu z národního týmu skandovali fanoušci jeho jméno, když se reprezentaci nedařilo.
| „                                          | Lenstra nebo Cruijff? Pak říkám Lenstra. Tvrdohlavá postava, ale kouzelník na míči. | “ |
| — Jan van Roessel, reprezentant Nizozemska |                                                                                     |   |

| „                                              | Kdyby se v Amsterdamu nenarodil Johan Cruijff, ale Abe Lenstra, pak by ne Cruijff, ale Abe, byl zvolen fotbalistou století. | “ |
| — Riemer van der Velde, předseda SC Heerenveen | |   |

| „                                                                  | Abe by to takhle nikdy neřekl, zvlášť ne novináři: vždycky chtěl být nejlepší. Byl také skvělý, ale nepotřeboval to. | “ |
| — Faas Wilkes, reprezentant Nizozemska a člen Golden Interior Trio | |   |

Jako člověk byl však přijat hůře:
| „                                   | Jako člověk byl Abe odporný člověk, špatný člověk. Není divu, že měl jako fotbalista tolik problémů. | “ |
| — Jan Steenhuizen, hráč Heerenveenu | |   |

| „                                             | Abe nebyl mezi ostatními hráči národního týmu příliš respektován. [...] Naše kritika ho nezajímala. Abe řekl: ‚Udělám to, jak chci‘, a tím to skončilo. | “ |
| — Cor van der Hoeven, reprezentant Nizozemska | |   |

Ještě v 50 letech občas hrál na charitativních zápasech a zápasech Alt-international, které organizoval jeho přítel Rinus Schaap.
V roce 1977 mu bylo diagnostikováno krvácení do mozku a zbytek života strávil na vozíku.
V roce 1985 zemřel v rodném městě. Bylo mu 64 let.
| „                  | Legenda zemřela, pokud může legenda zemřít. Byl živou legendou, nyní je mrtvou legendou; Ale legenda zůstává, dokud jsou na zemi lidé, kteří viděli Abeho hrát fotbal na vlastní oči. | “ |
| — Nico Scheepmaker | |   |

Je po něm pojmenován Stadion Abe Lenstra, domovský stánek Heerenveenu. Ulice u stadionu nese název Abe Lenstra Boulevard. V roce 1995 měla na stadionu premiéru hra Abe!, která ztvárnila zápas s Ajaxem (6:5). Lenstru si zahrál fotbalista Heerenveenu Ronnie Pander.
Lenstra je považován za nejlepšího hráče, kterého kdy Heerenveen měl.

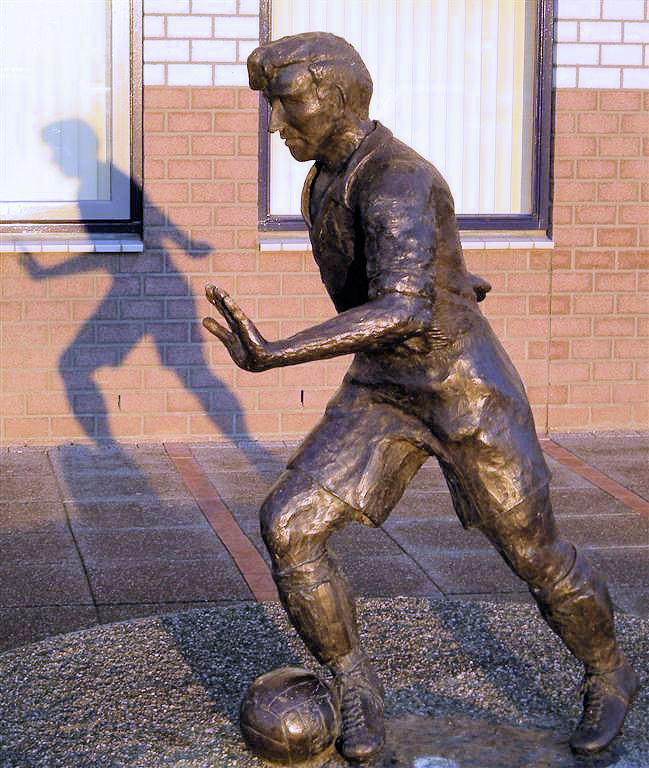
Socha Abe Lenstry před stadionem Heerenveenu

Lenstra je také zařazen do Kánonu fríských dějin. V anketě Největší Nizozemec obsadil 100. místo (jako 4. fotbalista po Johanu Cruijffovi, Marco van Bastenovi a Ruud Gullitovi).

## Úspěchy

### Heerenveen
- 8× Noordelijk kampioenschap voetbal: 1941/42, 1942/43, 1943/44, 1945/46, 1946/47, 1947/48, 1948/49, 1949/50, 1950/51
- 2× Eredivisie: 1946/47, 1947/48

### SC Enschede
- finalista Eredivisie: 1957/58

### Reprezentační
- 1× na LOH: 1948

### Individuální
- 2× Nizozemský sportovec roku: 1951, 1952
- 2× Nejlepší střelec Eredivisie: 1946/47, 1947/48
- 1× Nejlepší střelec nizozemské fotbalové reprezentace sezóny: 1958/59

### Vyznamenání
Rytíř Oranžsko-nasavského řádu